# Steershead Ice Rise
Der Steershead Ice Rise ist eine Eiskuppel im südöstlichen Teil des Ross-Schelfeises vor der Siple-Küste im antarktischen Ross-Nebengebiet. Er befindet sich etwa 160 km südlich der Roosevelt-Insel und schätzungsweise 20 km westlich der Küste am Siple Dome (90 km stromabwärts). Mit einer Fläche von 1.152 km² und eine Länge von 58 km ist er neben der Roosevelt-Insel und dem Crary Ice Rise eine der drei großen Eiskuppeln im Rossmeer.
Das Eis in der Umgebung ist etwa 450 m dick. Die durchschnittliche Oberflächentemperatur beträgt −28 °C. Auf der Eiskuppel befindet sich die seismische Station RS17 zur Messung von Eisbeben. Dies ist die einzige Station, bei der harmonische Beben des Typs D gemessen wurden.

## Klassifizierung
Steershead Ice Rise kann auch als Eishöcker (Ice Rumples) gesehen werden. Die Abgrenzung zur Eiskuppel (Ice Rise) ist nicht eindeutig, da sich mittels Eisflusskartografiemethoden bei geringen Oberflächengeschwindigkeiten Eisflusszentren nicht genau von Eisflussscheiden unterscheiden lassen. Aufgrund des hohen Verhältnisses der dynamischen Zugkraft zur Formzugkraft müsste Steershead Ice Rise als Einhöcker klassifiziert werden, weil er signifikante Störungen des umgebenden Eisverformungsfelds verursacht.

## Entstehung
Im Gegensatz zum Siple Dome grundierte der Steershead Ice Rise wie der Crary Ice Rise erst im letzten Jahrtausend als Ergebnis erhöhten Ausflusses der Kamb- und Whillans-Eisströme. Er entstand möglicherweise als „glaziologisch emergente“ Eiskuppel: Eine klimatische oder eis-dynamische Störung eines Schelfeises oder an einem der Zubringereisströme und -gletscher könnte den Eisschelf zur Verdickung gebracht haben, sodass er auf flachen Gebieten des Meeresbodens regrundierte. Steershead und Crary Ice Rise stärken die Strömungen der Kamb- und Whillans-Eisströme, die zwischen den Eiskuppeln auf das Rossschelfeis treffen.
Aktuell bewegt sich der Steershead Ice Rise nicht. Eventuell war die Eiskuppel einst eine Eishöckerlandschaft (grundiert, aber nicht stehend), und wurde erst kürzlich stillstehend. Die Erstgrundierung von Steershead Ice Rise könnte aus einer Verdickung bzw. Ausbeulung entstanden sein, als ein Eisstrom um die Ostseite des Crary Ice Rise gepresst wurde.
Vor 700 Jahren war der Steershead Ice Rise noch Teil der Grundierungszone des Kamb-Eisstroms. Analysen der Flussstreifen und Spaltenmuster zufolge erfolgte die Grundierung der Eiskuppel vor 350–400 Jahren, circa 1650, als sich der Kamb-Eisstrom verschmalte. In einer weiteren Veröffentlichung wird die Grundierung der Eiskuppel vor 340 Jahren angegeben, die Wandlung zu Eishöckern vor 540 Jahren, als das Versiegen des Siple-Eisstroms Eis in die Stammregion des Kamb-Eisstroms umleitete und ihn verdicken ließ (so ähnlich entstand später auch die Eiskuppel). Gleichzeitig mit Steershead grundierte das Stammeis des Kamb-Eisstroms vor 200–350 Jahren. Neuere, erfolgreiche numerische Modellierungen setzen die Grundierung des Steershead Ice Rise vor rund 200 Jahren an. Dafür wurden große Eisfalten und deformierte Strombahnen in der Nähe der Eiskuppel verwendet.
Ein Eistal im zentralen Rossschelf, das sich flussabwärts vom Steershead Ice Rise befindet, könnte ein Abbruch dünnen Eises desselben sein.

## Name
Der Name Steershead Ice Rise stammt von den Steershead Crevasses, einer Fläche großer Eisspalten direkt nördlich der Eiskuppel. Piloten der US Navy benutzten sie als Landmarker auf ihren Flügen zwischen der McMurdo-Station und der Byrd-Station. Ihre Form ähnelt angeblich einem großen Stierkopf (steer’s head). Dies hielten Kenneth Bertrand und Fred Alberts auf einem Flug im November 1962 fest, auf ihren Vorschlag hin wurde der Name vom U.S. Advisory Committee on Antarctic Names angenommen.